# Agostino Giovagnoli
Agostino Giovagnoli (né à Rome en 1952) est un historien italien, professeur ordinaire auprès de l'université catholique du Sacré-Cœur de Milan.
Il s'intéresse surtout à l'histoire de l'Italie républicaine et aux rapports entre l'État italien et l'Église catholique, ainsi qu'à l'histoire des relations internationales. 

## Biographie
Il est diplômé en philosophie de l'université La Sapienza de Rome. Il est nommé en 1987 professeur ordinaire de l'université de Sassari. En 1993, il prend la chaire d'histoire contemporaine de l'université catholique du Sacré-Cœur de Milan où il enseigne.
Il a été membre du comité scientifique de l'émission télévisée de la Rai 3 Il tempo e la storia de 2013 à 2017,, puis de l'émission qui lui succède Passato e presente, sur la même chaîne, avec retransmission sur Rai Storia.

## Quelques publications
- Il partito italiano. La Democrazia cristiana dal 1942 al 1994, Laterza, Roma Bari 1996.
- Roma e Pechino. La svolta extraeuropea di Benedetto XV, Studium, Roma 1999.
- Storia e globalizzazione, Laterza, Roma Bari 2003.
- Il caso Moro. Una tragedia repubblicana, Il Mulino, Bologna 2005.
- Chiesa e democrazia. La lezione di Pietro Scoppola, Il Mulino, Bologna 2011.
- La Repubblica degli Italiani. 1946-2016, Laterza, Roma Bari 2016.
- Il Sessantotto. La festa della contestazione, San Paolo, Milano 2018.

## Distinctions
- Officier de l'ordre du Mérite de la République italienne à l'initiative du Président de la République italienne (30 décembre 2016)[6]